# Tè al latte di Hong Kong

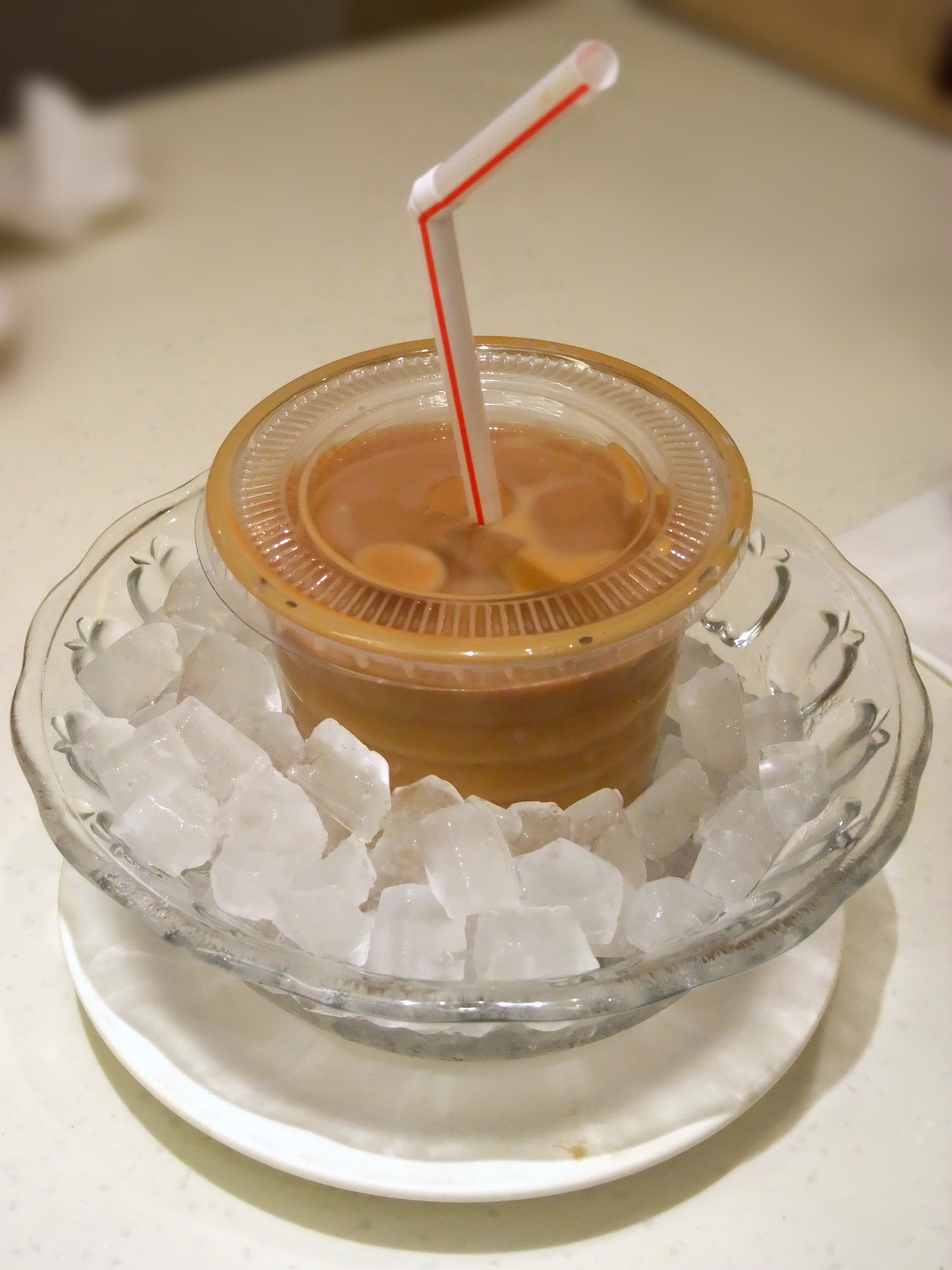
Il tè hongkonghese freddo

Il tè al latte di Hong Kong (cinese: 港式奶茶), noto anche come tè al latte "calza di seta" (絲襪奶茶), è una bevanda a base di tè nero di Ceylon e latte evaporato (o latte condensato). La bevanda è nata a metà del XX secolo durante il dominio britannico di Hong Kong ed è stata ispirata dal tè pomeridiano britannico.
La variante di Hong Kong utilizza una miscela più forte di foglie di tè, che tradizionalmente viene prodotta utilizzando una tecnica unica che prevede un sacchetto di cotone simile a una calza. Questo, insieme all'uso del latte evaporato al posto del latte fresco, si traduce in un sapore più intenso e cremoso, diverso dal gusto leggero e diluito del tè al latte britannico.
La tecnica unica utilizzata per preparare il tè al latte di Hong Kong è riconosciuta dal governo di Hong Kong come patrimonio culturale immateriale della città. Dagli anni '90, la bevanda è diventata sempre più un simbolo dell'identità di Hong Kong e della cultura del territorio, con stime del settore che suggeriscono che gli hongkonghesi consumano in media 2,5 milioni di tazze di questa bevanda ogni giorno. Nel contesto dell'ondata di emigrazione di massa della città all'inizio degli anni '20, questa variante del tè al latte può ora essere trovata anche all'estero nei ristoranti di cucina hongkonghese.

## Nome
Il tè al latte di Hong Kong è chiamato "tè al latte" (cinese: 奶茶; cantonese Yale: náaihchà) per distinguerlo dal "tè cinese" (cinese: 茶; cantonese Yale: chà), che viene servito semplice senza latte. Può anche essere chiamato "tè al latte di Hong Kong" (cinese: 港式奶茶) per distinguerlo da altri tipi di tè al latte popolari a Hong Kong, come il bubble tea taiwanese. La bevanda è talvolta soprannominata tè al latte "calza di seta" (cinese: 絲襪奶茶; cantonese Yale: sī maht náaihchà), poiché il sacchetto di stoffa tradizionalmente utilizzato durante il processo di produzione ricorda le calze da donna.

## Storia
Il tè al latte di Hong Kong ha origine dal dominio coloniale britannico su Hong Kong. La pratica britannica del tè pomeridiano, in cui il tè nero viene servito con latte fresco e zucchero, divenne popolare nella colonia. Tuttavia, questo veniva servito solo negli hotel o nei ristoranti occidentali di fascia alta, e quindi era fuori dalla portata della gente del posto. Ciò spinse i ristoranti locali, come bing sutt e dai pai dong, a localizzare gli ingredienti britannici e creare una variante economica adatta ai palati degli hongkonghesi. Ciò portò alla sostituzione del latte normale con il latte evaporato, che era più economico, più facile da conservare e più concentrato. Il tè al latte è quindi una versione economica del tè pomeridiano britannico, se non che al posto del latte tradizionale si utilizza latte evaporato o condensato.
Un ristorante dai pai dong chiamato Lan Fong Yuen (蘭芳園) afferma che sia il tè al latte "calza di seta" che lo yuenyeung furono inventati nel 1952 dall'allora proprietario del locale, Lum Muk-ho. La sua affermazione per lo yuenyeung non è verificata, ma quella per il tè al latte "calze di seta" è generalmente supportata.
All'inizio, il tè al latte di Hong Kong utilizzava una miscela molto più forte di foglie di tè e aveva un sapore estremamente forte. Questo veniva commercializzato tra i numerosi lavoratori della città negli anni '40, che desideravano un alto contenuto di caffeina per "ricostituire la loro energia". Qualche decennio dopo, negli anni '60, la bevanda divenne più ampiamente disponibile presso i cha chaan teng e cominciò così a piacere anche agli impiegati, che optarono per un tè meno intenso. Questo alla fine trasformò la bevanda nella sua formula attuale, che è comunque più forte e cremosa del più leggero tè al latte britannico.